# 特龍佩特羅斯區
特龍佩特羅斯區（西班牙語：Distrito de Trompeteros），是秘魯的一個區，位於該國東北部洛雷託大區的洛雷托省，始建於1987年6月18日，面積12,246平方公里，海拔高度125米，2005年人口6,621，人口密度每平方公里0.54人。